# Rolf Singer
Rolf Singer (Schliersee, 23 giugno 1906 – Chicago, 18 gennaio 1994) è stato un botanico e micologo tedesco.
Già in tenera età mostrò interesse alla micologia, tant'è che all'età di sedici anni, nel 1922, aveva già pubblicato i suoi primi 5 lavori. Si diplomò in chimica e biologia nel 1931 a Monaco di Baviera e nel 1933 vinse il dottorato di ricerca all'Università di Vienna. 
Nel 1933, tuttavia, fu costretto a fuggire dalla Germania nazista a Vienna dove conobbe sua moglie Martha. 
Da Vienna Singer e sua moglie si trasferirono a Barcellona (Spagna), dove fu nominato professore associato all'Università Autonoma. La persecuzione delle autorità spagnole a nome del governo tedesco costrinse Singer a lasciare la Spagna per Parigi (Francia) nel 1934 dove ottenne una borsa di studio al Museo di Storia naturale. 
Dopo qualche anno si trasferì a Leningrado, dove fu il maggior esperto scientifico presso il giardino botanico dell'Accademia delle Scienze dell'URSS. 
Durante la sua permanenza all'accademia, Singer effettuò parecchie spedizioni scientifiche in Siberia, sulle montagne di Altai e Karelia. 
Nel 1941, emigrò negli Stati Uniti dove gli fu offerta un impiego ad Harvard, al Farlow Herbarium, prima come collaboratore scientifico, poi come aiuto curatore, e successivamente come sostituto curatore dopo la morte del Dott. David Linder. 
Durante i sette anni al Farlow Herbarium, Singer insegnò anche alla Stazione biologica di Mountain Lake dell'Università della Virginia. 
Nel 1948, lasciò Harvard per diventare professore all'Universidad Nacional de Tucuman in Argentina e successivamente, nel 1961, diventò professore all'Universidad de Buenos Aires. 
Dal 1968 al 1977 lavorò al “Field museum OF Natural History” dell'Università dell'Illinois a Chicago. 
Morì a Chicago nel 1994.

## Pubblicazioni scientifiche
Singer fu uno scienziato molto prolifico. Nella sua lunga carriera ha descritto complessivamente oltre 2460 generi e sottospecie, da 222 generi. Ha scritto circa 440 lavori scientifici che spaziano dalla sistematica micologica alla nomenclatura, dall'ecologia all'etnomicologia, in 9 lingue differenti.
- Rolf Singer (1927) "Wie bestimmt man frische Täublinge?" (How can you identify a fresh Russula?) in Zeitschrift für Pilzkunde (Newspaper for Mushroom People) 6:11 pp. 169 – 176

- Rolf Singer (1928) "Neue Mitteilungen über die Gattung Russula" (New reports on the genus Russula) in Zeitschrift für Pilzkunde (Newspaper for Mushroom People) 7:3 pp. 191 – 202

- Rolf Singer (1928) "Monographie der Gattung Russula" (Monograph on the genus Russula) in Hedwigia 66 pp. 163 – 260

- Rolf Singer (1932) "Monographie der Gattung Russula" (Monograph on the genus Russula) in Beihefte zum Botanischen Zentralblatt (or Centralblatt) (Reports of the Central Newspaper of Botany) 49 pp. 205 – 280

- Rolf Singer (1935) "Contribution à l'étude des Russules" (Contribution to the study of the Russulas) in Bulletin de la Société Mycologique de France (Bulletin of the French Mycological Society) 55 pp. 226 – 283

- Rolf Singer (1935) "Sur la classification des Russules" (On the classification of Russulas) in Bulletin de la Société Mycologique de France (Bulletin of the French Mycological Society) 51 pp. 303 – 304

- Rolf Singer (1939) "Phylogenie und Taxonomie der Agaricales" (Phylogeny and taxonomy of the Agaricales) in Schweizerische Zeitschrift für Pilzkunde

- Appolinaris Semyonovich Bondartsev & Rolf Singer (1941) "Zur Systematik der Polyporaceae" (Towards a systematics of the Polyporaceae) in Annales Mycologici (Annals of Mycology) 39 pp. 43 – 65

- Rolf Singer (1942) "Type studies on Basidiomycetes: 1" in Mycologia 34 pp. 61 – 93

- Rolf Singer (1943) "Type studies on Basidiomycetes: 2" in Mycologia 35 pp. 142 – 163

- Rolf Singer & Alexander Hanchett Smith (1943) "A Monograph of the Genus Leucopaxillus" in Papers of the Michigan Academy of Sciences 28 pp. 85 – 132

- Alexander Hanchett Smith & Rolf Singer (1945) "A monograph of the genus Cystoderma" in Papers of the Michigan Academy of Sciences 30 pp. 71 – 124

- Rolf Singer (1945) "New and Interesting Species of Basidiomycetes: " in Mycologia 37 pp. 425 – 439

- Rolf Singer (1945) "Gyroporus purpurinus article" in Farlowia 2 p. 236

- Rolf Singer & Alexander Hanchett Smith (1946) "Proposals concerning the nomenclature of the gill fungi including a list of proposed lectotypes and genera conservanda" in Mycologia 38 pp. 240 – 299

- Rolf Singer (1947) "Tylopilus eximius article" in Amer. Midl. Nat. 37 p. 109

- Rolf Singer (1947) "Type studies on Basidiomycetes: 3" in Mycologia 39 pp. 171 – 189

- Rolf Singer (1947) "Tylopilus plumbeoviolaceus article" in Amer. Midl. Nat. 37 p. 90

- Rolf Singer (1948) "New and Interesting Species of Basidiomycetes: 2" in Papers of the Michigan Academy of Sciences 32 pp. 103 – 150

- Rolf Singer (1955) "Staude redivivus" in Mycologia 47 pp. 270 – 272

- Rolf Singer (1957) "New and Interesting Species of Basidiomycetes: 5" in Sydowia 11 pp. 141 – 272

- Alexander Hanchett Smith & Rolf Singer (1959) "Studies in Secotiaceous Fungi: IV. Gastroboletus, Truncocolumella, Chamonixia" in Brittonia 11 pp. 205 – 223

- Rolf Singer & Alexander Hanchett Smith (1960) "Studies in Secotiaceous Fungi: IX. The Astrogastraceous Series" in Memoirs of the Torrey Botanical Club 21 pp. 1 – 112

- Rolf Singer (1961) "Type studies on Basidiomycetes: 10" in Persoonia 2 pp. 1 – 62

- Rolf Singer (1977) The Boletineae of Florida

- Rolf Singer (1986) The Agaricales in Modern Taxonomy 4th ed. 981 pp.